# Hemerobius kokaneeanus
Hemerobius kokaneeanus är en insektsart som beskrevs av Philip J. Currie 1904. Hemerobius kokaneeanus ingår i släktet Hemerobius och familjen florsländor. Inga underarter finns listade i Catalogue of Life.